# Elecciones provinciales de Catamarca de 2015
Las elecciones generales de la provincia de Catamarca de 2015 tuvieron lugar el domingo 25 de octubre del mencionado año con el objetivo de renovar los cargos de gobernador y vicegobernador, así como 20 de los 41 escaños de la Cámara de Diputados, y 8 de los 16 senadores departamentales, componiendo los poderes ejecutivo y legislativo de la provincia para el período 2015-2019. Fueron las décimas elecciones desde la restauración democrática de 1983, y los vigesimoquintos comicios provinciales catamarqueños desde la instauración del sufragio secreto en la Argentina. Los candidatos surgieron de las Elecciones Primarias, Abiertas, Simultáneas y Obligatorias (PASO) realizadas el 9 de agosto de 2015, con aquellos precandidatos que superaron el 1,5% de los votos válidos. Fue la primera vez que se empleó este sistema.
Estos comicios se realizaron al mismo tiempo que las elecciones presidenciales y legislativas a nivel nacional, y Catamarca fue una de las ocho provincias a las cuales les tocó renovar senadores nacionales. Del mismo modo, se celebraron elecciones municipales para cubrir las 36 intendencias de la provincia y sus respectivos concejos deliberantes. También se eligió a los miembros del parlamento del Mercosur. Con hasta diez cargos por cubrir (presidente y vicepresidente, diputados nacionales, senadores nacionales, gobernador y vicegobernador, diputados provinciales, senadores provinciales, intendentes y viceintendentes, concejales, y parlamentarios del Mercosur uninominales y nacionales), la boleta utilizada en la elección catamarqueña de 2015 ostenta el récord de ser la más larga de la historia electoral argentina, llegando a medir, en algunos departamentos, un metro con veinte centímetros de largo.
Solo tres candidatos superaron la barrera de las primarias obligatorias. La gobernadora en ejercicio, Lucía Corpacci, del Partido Justicialista (PJ), apoyada por la coalición oficialista a nivel nacional, el Frente para la Victoria (FpV), se presentó a la reelección para un segundo mandato. Su principal oponente sería su predecesor en el cargo Eduardo Brizuela del Moral, de la Unión Cívica Radical (UCR), apoyado por el Frente Cívico y Social (que a nivel nacional apoyaba la candidatura presidencial de Mauricio Macri, de la alianza Cambiemos), y a quien Corpacci había derrotado en las anteriores elecciones. El tercer candidato en la contienda fue Marcelo Rivera, del Partido Tercera Posición (P3P), que a nivel nacional sostenía la candidatura de Sergio Massa. Se trató, por lo tanto, de la elección provincial con menos candidatos desde la restauración de la democracia.
Corpacci obtuvo la reelección por holgado margen del 50,12% de los votos contra el 41,48% obtenido por Brizuela del Moral, ampliando notoriamente la diferencia entre ambos con respecto a 2011 (tanto en términos de porcentaje como en votos absolutos). Rivera se ubicó tercero con un lejano 8,40% de los sufragios. Corpacci venció a Brizuela del Moral en casi todos los departamentos, excepto en Antofagasta de la Sierra, Fray Mamerto Esquiú y Paclín. A nivel legislativo, el FpV retuvo su mayoría absoluta en la legislatura provincial con 10 de las 20 bancas en disputa y 7 de los 8 senadores contra 9 y 1 del FCyS, y un solo diputado del P3P. La participación fue del 80,75% del electorado registrado.

## Reglas electorales

### Cargos a elegir
Las elecciones se realizaron bajo el texto constitucional vigente desde 1855 en su versión reformada el 3 de septiembre de 1988. La misma establece los cargos a elegir:
- Gobernador y Vicegobernador elegidos por voto popular indirecto por el electorado de la provincia para un mandato de cuatro años. La constitución establece que la fórmula ejecutiva es reelegible y no aclara un límite de mandatos, lo que permite interpretar que una misma fórmula puede ser reelegida indefinidamente.[6]
- 41 diputados provinciales elegidos directamente por el electorado de la provincia con todo el territorio provincial como un único distrito mediante representación proporcional por listas con un umbral del 3% del padrón registrado y las bancas siendo distribuidas mediante el sistema D'Hondt. Los diputados se eligen de manera escalonada, con 20 siendo elegidos al mismo tiempo que el gobernador, y 21 durante las elecciones de medio término.[6]
- 16 senadores provinciales elegidos mediante escrutinio mayoritario uninominal con un escaño en representación de cada uno de los dieciséis departamentos que conforman la provincia. Se eligen también de manera escalonada por mitades, siendo renovados 8 senadores cada dos años.[6]

### Renovación del Senado
| Departamento             | Senadores | A renovar |
| ------------------------ | --------- | --------- |
| Ambato                   | 1         | 1         |
| Ancasti                  | 1         | —         |
| Andalgalá                | 1         | 1         |
| Antofagasta de la Sierra | 1         | —         |
| Belén                    | 1         | 1         |
| Capayán                  | 1         | —         |
| Capital                  | 1         | 1         |
| El Alto                  | 1         | —         |
| Fray Mamerto Esquiú      | 1         | 1         |
| La Paz                   | 1         | —         |
| Paclín                   | 1         | —         |
| Pomán                    | 1         | 1         |
| Santa María              | 1         | —         |
| Santa Rosa               | 1         | 1         |
| Tinogasta                | 1         | —         |
| Valle Viejo              | 1         | 1         |
| Total                    | 16        | 8         |

## Resultados

### Primarias
| Fórmula                    | Fórmula               | Partido               | Partido                                   | Votos   | %     |
| Gobernador                 | Vicegobernador        | Partido               | Partido                                   | Votos   | %     |
| -------------------------- | --------------------- | --------------------- | ----------------------------------------- | ------- | ----- |
| Lucía Corpacci             | Octavio Gutiérrez     |                       | Frente para la Victoria                   | 100.117 | 52,04 |
| Eduardo Brizuela del Moral | Myrian Juárez         |                       | Frente Cívico y Social de Catamarca       | 76.650  | 39,84 |
| Marcelo Rivera             | Zully Díaz            |                       | Frente Tercera Posición                   | 12.378  | 6,43  |
| Ariel López                | Estela Moreno         |                       | Partido Obrero                            | 1.326   | 0,69  |
| Julián Quintar             | Beatriz Monllau       |                       | Generación para un Encuentro Nacional     | 1.050   | 0,55  |
| Daniel Blanes              | Ramón Morra           |                       | Movimiento Socialista de los Trabajadores | 563     | 0,29  |
| Luis Tomás Herrera         | Claudia Romero        |                       | Movimiento Libres del Sur                 | 313     | 0,16  |
| Votos positivos            | Votos positivos       | Votos positivos       | Votos positivos                           | 192.397 | 87,68 |
| Votos en blanco            | Votos en blanco       | Votos en blanco       | Votos en blanco                           | 26.101  | 11,90 |
| Votos nulos                | Votos nulos           | Votos nulos           | Votos nulos                               | 928     | 0,42  |
| Participación              | Participación         | Participación         | Participación                             | 219.426 | 74,60 |
| Electores registrados      | Electores registrados | Electores registrados | Electores registrados                     | 294.143 | 100   |
| Fuente:                    |                       |                       |                                           |         |       |

### Gobernador y vicegobernador
Lucía Corpacci del FPV resultó reelecta gobernadora de Catamarca. La candidata del oficialismo se  impuso con el 49,8% de los votos,  contra el 41,46% de Eduardo Brizuela del Moral, del Frente Cívico y Social. En el tercer lugar, y con el 8,75% de los sufragios, se ubicó Marcelo Rivera, del frente Tercera Posición. El oficialismo, además, retuvo la mayoría de las intendencias catamarqueñas.
La Secretaría Electoral Nacional informó que el porcentaje de asistencia alcanzó al 84 por ciento del padrón electoral, y agregaron que "fue una jornada plenamente cívica y democrática".
Asimismo se destacó que "no hubo denuncia que pueda denominarse de importancia, por lo que la jornada democrática fue ejemplar hasta el momento".
| Fórmula                    | Fórmula               | Partido               | Partido                             | Votos   | %     |
| Gobernador                 | Vicegobernador        | Partido               | Partido                             | Votos   | %     |
| -------------------------- | --------------------- | --------------------- | ----------------------------------- | ------- | ----- |
| Lucía Corpacci             | Octavio Gutiérrez     |                       | Frente para la Victoria             | 105.710 | 50,12 |
| Eduardo Brizuela del Moral | Myrian Juárez         |                       | Frente Cívico y Social de Catamarca | 87.470  | 41,48 |
| Marcelo Rivera             | Zully Díaz            |                       | Frente Tercera Posición             | 17.716  | 8,40  |
| Votos positivos            | Votos positivos       | Votos positivos       | Votos positivos                     | 210.896 | 88,78 |
| Votos en blanco            | Votos en blanco       | Votos en blanco       | Votos en blanco                     | 25.577  | 10,77 |
| Votos nulos                | Votos nulos           | Votos nulos           | Votos nulos                         | 1.066   | 0,45  |
| Participación              | Participación         | Participación         | Participación                       | 237.539 | 80,76 |
| Electores registrados      | Electores registrados | Electores registrados | Electores registrados               | 294.143 | 100   |
| Fuente:                    |                       |                       |                                     |         |       |

### Cámara de Diputados
| ← 2013 · Cámara de Diputados · 2017 → | ← 2013 · Cámara de Diputados · 2017 → | ← 2013 · Cámara de Diputados · 2017 → | ← 2013 · Cámara de Diputados · 2017 → | ← 2013 · Cámara de Diputados · 2017 → |
| Partido                               | Partido                               | Votos                                 | %                                     | Bancas                                |
| ------------------------------------- | ------------------------------------- | ------------------------------------- | ------------------------------------- | ------------------------------------- |
|                                       | Frente para la Victoria               | 99.488                                | 50,06                                 | 10/20                                 |
|                                       | Frente Cívico y Social de Catamarca   | 81.915                                | 41,22                                 | 9/20                                  |
|                                       | Frente Tercera Posición               | 17.317                                | 8,71                                  | 1/20                                  |
| Votos positivos                       | Votos positivos                       | 198.720                               | 83,66                                 |                                       |
| Votos en blanco                       | Votos en blanco                       | 38.192                                | 16,08                                 |                                       |
| Votos nulos                           | Votos nulos                           | 627                                   | 0,26                                  |                                       |
| Participación                         | Participación                         | 237.539                               | 80,76                                 |                                       |
| Electores registrados                 | Electores registrados                 | 294.143                               | 100                                   |                                       |
| Fuente:                               |                                       |                                       |                                       |                                       |

### Cámara de Senadores
| ← 2013 · Cámara de Senadores · 2017 → | ← 2013 · Cámara de Senadores · 2017 → | ← 2013 · Cámara de Senadores · 2017 → | ← 2013 · Cámara de Senadores · 2017 → | ← 2013 · Cámara de Senadores · 2017 → |
| Partido                               | Partido                               | Votos                                 | %                                     | Bancas                                |
| ------------------------------------- | ------------------------------------- | ------------------------------------- | ------------------------------------- | ------------------------------------- |
|                                       | Frente para la Victoria               | 70.035                                | 49,03                                 | 7/8                                   |
|                                       | Frente Cívico y Social de Catamarca   | 59.352                                | 41,55                                 | 1/8                                   |
|                                       | Frente Tercera Posición               | 13.306                                | 9,32                                  |                                       |
|                                       | Partido Obrero                        | 145                                   | 0,10                                  |                                       |
| Votos positivos                       | Votos positivos                       | 142.838                               | 82,97                                 |                                       |
| Votos en blanco                       | Votos en blanco                       | 28.826                                | 16,74                                 |                                       |
| Votos nulos                           | Votos nulos                           | 492                                   | 0,29                                  |                                       |
| Participación                         | Participación                         | 172.156                               | 80,13                                 |                                       |
| Electores registrados                 | Electores registrados                 | 214.850                               | 100                                   |                                       |
| Fuente:                               |                                       |                                       |                                       |                                       |

#### Resultados por departamentos
| Ambato 1 Senador              | Ambato 1 Senador                    | Ambato 1 Senador | Ambato 1 Senador | Ambato 1 Senador               |
| Partido/Alianza               | Partido/Alianza                     | Votos            | %                | Electo                         |
| ----------------------------- | ----------------------------------- | ---------------- | ---------------- | ------------------------------ |
|                               | Frente para la Victoria             | 2.079            | 60,75            | - Ramón Edgardo Seco           |
|                               | Frente Cívico y Social de Catamarca | 1.048            | 30,63            |                                |
|                               | Frente Tercera Posición             | 295              | 8,62             |                                |
| Votos positivos               | Votos positivos                     | 3.422            | 83,18            |                                |
| Votos en blanco               | Votos en blanco                     | 690              | 16,77            |                                |
| Votos nulos                   | Votos nulos                         | 2                | 0,05             |                                |
| Participación                 | Participación                       | 4.114            | 86,28            |                                |
| Electores registrados         | Electores registrados               | 4.768            | 100              |                                |
| Andalgalá 1 Senador           |                                     |                  |                  |                                |
| Partido/Alianza               | Partido/Alianza                     | Votos            | %                | Electo                         |
|                               | Frente para la Victoria             | 5.408            | 51,70            | - Juan Carlos Osvaldo Espinosa |
|                               | Frente Cívico y Social de Catamarca | 4.687            | 44,81            |                                |
|                               | Frente Tercera Posición             | 220              | 2,10             |                                |
|                               | Partido Obrero                      | 145              | 1,39             |                                |
| Votos positivos               | Votos positivos                     | 10.460           | 88,13            |                                |
| Votos en blanco               | Votos en blanco                     | 1.356            | 11,42            |                                |
| Votos nulos                   | Votos nulos                         | 53               | 0,45             |                                |
| Participación                 | Participación                       | 11.869           | 81,15            |                                |
| Electores registrados         | Electores registrados               | 14.626           | 100              |                                |
| Belén 1 Senador               |                                     |                  |                  |                                |
| Partido/Alianza               | Partido/Alianza                     | Votos            | %                | Electo                         |
|                               | Frente para la Victoria             | 8.100            | 50,55            | - Jorge Omar Solá Jais         |
|                               | Frente Cívico y Social de Catamarca | 7.337            | 45,79            |                                |
|                               | Frente Tercera Posición             | 586              | 3,66             |                                |
| Votos positivos               | Votos positivos                     | 16.023           | 89,19            |                                |
| Votos en blanco               | Votos en blanco                     | 1.942            | 10,81            |                                |
| Votos nulos                   | Votos nulos                         | 1                | 0,01             |                                |
| Participación                 | Participación                       | 17.966           | 83,66            |                                |
| Electores registrados         | Electores registrados               | 21.474           | 100              |                                |
| Capital 1 Senador             |                                     |                  |                  |                                |
| Partido/Alianza               | Partido/Alianza                     | Votos            | %                | Electo                         |
|                               | Frente para la Victoria             | 35.514           | 45,59            | - Jorge Manuel Moreno          |
|                               | Frente Cívico y Social de Catamarca | 31.969           | 41,04            |                                |
|                               | Frente Tercera Posición             | 10.420           | 13,38            |                                |
| Votos positivos               | Votos positivos                     | 77.903           | 80,88            |                                |
| Votos en blanco               | Votos en blanco                     | 18.046           | 18,74            |                                |
| Votos nulos                   | Votos nulos                         | 369              | 0,38             |                                |
| Participación                 | Participación                       | 96.318           | 77,89            |                                |
| Electores registrados         | Electores registrados               | 123.658          | 100              |                                |
| Fray Mamerto Esquiú 1 Senador |                                     |                  |                  |                                |
| Partido/Alianza               | Partido/Alianza                     | Votos            | %                | Electo                         |
|                               | Frente para la Victoria             | 3.548            | 48,57            | - Oscar Alfredo Vera           |
|                               | Frente Cívico y Social de Catamarca | 3.284            | 44,96            |                                |
|                               | Frente Tercera Posición             | 473              | 6,48             |                                |
| Votos positivos               | Votos positivos                     | 7.305            | 86,23            |                                |
| Votos en blanco               | Votos en blanco                     | 1.167            | 13,77            |                                |
| Votos nulos                   | Votos nulos                         | 0                | 0,00             |                                |
| Participación                 | Participación                       | 8.472            | 85,35            |                                |
| Electores registrados         | Electores registrados               | 9.926            | 100              |                                |
| Pomán 1 Senador               |                                     |                  |                  |                                |
| Partido/Alianza               | Partido/Alianza                     | Votos            | %                | Electo                         |
|                               | Frente para la Victoria             | 3.987            | 63,14            | - Héctor Fernández             |
|                               | Frente Cívico y Social de Catamarca | 2.328            | 36,86            |                                |
| Votos positivos               | Votos positivos                     | 6.315            | 88,747           |                                |
| Votos en blanco               | Votos en blanco                     | 801              | 11,26            |                                |
| Votos nulos                   | Votos nulos                         | 0                | 0,00             |                                |
| Participación                 | Participación                       | 7.116            | 84,63            |                                |
| Electores registrados         | Electores registrados               | 8.408            | 100              |                                |
| Santa Rosa 1 Senador          |                                     |                  |                  |                                |
| Partido/Alianza               | Partido/Alianza                     | Votos            | %                | Electo                         |
|                               | Frente para la Victoria             | 4.745            | 67,84            | - Julio Ernesto Maza           |
|                               | Frente Cívico y Social de Catamarca | 1.839            | 26,29            |                                |
|                               | Frente Tercera Posición             | 410              | 5,86             |                                |
| Votos positivos               | Votos positivos                     | 6.994            | 85,12            |                                |
| Votos en blanco               | Votos en blanco                     | 1.223            | 14,88            |                                |
| Votos nulos                   | Votos nulos                         | 0                | 0,00             |                                |
| Participación                 | Participación                       | 8.217            | 83,04            |                                |
| Electores registrados         | Electores registrados               | 9.895            | 100              |                                |
| Valle Viejo 1 Senador         |                                     |                  |                  |                                |
| Partido/Alianza               | Partido/Alianza                     | Votos            | %                | Electo                         |
|                               | Frente Cívico y Social de Catamarca | 6.860            | 47,59            | - Jorge Daniel Malnis          |
|                               | Frente para la Victoria             | 6.654            | 46,16            |                                |
|                               | Frente Tercera Posición             | 902              | 6,26             |                                |
| Votos positivos               | Votos positivos                     | 14.416           | 79,72            |                                |
| Votos en blanco               | Votos en blanco                     | 3.601            | 19,91            |                                |
| Votos nulos                   | Votos nulos                         | 67               | 0,37             |                                |
| Participación                 | Participación                       | 18.084           | 81,85            |                                |
| Electores registrados         | Electores registrados               | 22.095           | 100              |                                |